# 砂川職務執行命令訴訟
砂川職務執行命令訴訟（すなかわしょくむしっこうめいれいそしょう）は、東京都砂川町における米軍基地を巡る職務執行命令訴訟。

## 概要
東京都砂川町で米軍基地拡張のため、1956年6月から7月にかけて収用対象の約1万9000坪の測量が終了し、東京都土地収用委員会に裁決申請の手続きがとられた。東京都収用委員会は宮崎伝左衛門砂川町長に通達し、住民に公告・縦覧を行うよう求めたが、町長が拒否し、安井誠一郎東京都知事による職務執行命令にも応じなかったため、8月に東京都が砂川町を相手に職務執行命令訴訟を提起した。
砂川町は「土地収用法は一方的な日米行政協定に基づいて履行されているため違憲無効である」と主張していたが、1958年7月31日に東京地裁は「砂川の土地収用の訴訟は国の機関である町長と知事の行政事件であり、上級から下級への命令は当然実行されるべき」「命令が形式的要件を欠いているか、または不可能な事柄を命じている場合は別にして町長の服従の義務がある」として東京都の請求を認める判決を言い渡した。これを不服とする砂川町は最高裁に跳躍上告した。
1960年6月17日に最高裁は「裁判所は当該知事命令は憲法違反かどうかを審査する権限を有する。したがって東京地裁は同命令が違憲かどうかを審査すべきだった」として東京地裁判決を破棄して裁判やり直しを同地裁に命じた。
東京地裁での差し戻し審の審理中に宮崎伝左衛門砂川町長が1962年12月に死亡したことで、被告としての地位が後継町長の砂川三三に承継されるのかも争点となったが、1963年3月29日に東京地裁は「職務命令の内容は憲法違反ではない」「被告は町長個人ではなく町長という機関であるから、訴訟当事者だった町長が死亡しても、後継町長に訴訟は承継され、都知事の命令を実行する義務がある」として東京都の職務執行命令を合憲とした。砂川町が上訴しなかったため、判決が確定した。